# 保科栄次郎
保科 栄次郎（ほしな えいじろう、生没年不詳）は幕末の旗本。飯野藩主家分家の旗本保科氏の当主で小姓組番士。通称は栄次郎。父は保科岩之丞。子は保科正敬（俊太郎）。石高は上野国群馬郡・吾妻郡のうち2500石。屋敷は虎ノ門新道。
寛政重修諸家譜編纂当時の旗本保科家当主である保科正棟（永次郎）の子孫であるが、具体的な続柄は不明である。また小普請時代は勝海舟と同じ組に属していた。

## 生涯
勝海舟の父・勝小吉が記した『夢酔独言』によると、小吉は隠居後に虎ノ門にある栄次郎の邸宅で預となっている。
『江戸幕臣人名事典　4』によると、江戸城多門櫓文書の明細短冊などにおいて、保科栄次郎の祖父を「保科主税」、父を「保科岩之丞」としている。「保科主税」が正棟にあたるのか、正棟の子として寛政重修諸家譜に載る鐵作にあたるのか、または鐵作とは別の正棟の実子または養子であるかは定かではない。同書によれば明細短冊などにおいて、栄次郎に関する文書作成時点で「年　戌四十三」とされ、祖父で西丸書院番士止まりの「保科主税」と父で書院番士止まりの「保科岩之丞」は死去していたとする。また、家督相続年については同文書では触れられず、嘉永6年（1653年）に小普請組から西丸小姓組番士となり、同年中に本丸小姓組番士となっている。
『寛政譜以降旗本家百科辞典　第4巻』では安政年間は小姓組番士として赤松組に属し、屋敷は虎ノ門新道にあったとしている。なお、先祖の保科正倫が火事場見廻役を勤めていた延享3年（1746年）に刊行された須原屋茂兵衛蔵板武鑑において出火之節見廻御役に「二千五百石　とらの御門内　保科主水」との記載があるので宅地の移動はなかった可能性がある。
『江戸幕臣人名事典　4』によれば元治元年（1864年）から慶応2年（1866年）までの記述がある俊太郎（正敬）の明細短冊では栄次郎は「死」と表記されず、生存扱いとなっている。
「群馬県の地名　日本歴史地名大系10」では、慶応4年（1868年）に「保科主税」が知行地に対して、フランス出張費として年貢400両の繰上納入を命じ、これに対して吾妻郡、群馬郡の知行地10村が月々30両宛て納入として「年貢繰上納入免除願」を出したとの記載があるが、この「保科主税」が栄次郎または俊太郎（正敬）が改名した人物である可能性がある。